# 印度马克思主义共产党（联合）
印度马克思主义共产党（联合）（英语：Marxist Communist Party of India (United)）是印度的一个共产主义政党。该党成立于2005年，由印度马克思主义共产党、BTR-EMS-AKG人民论坛和Hardan Roy团体合并而成（前两个党派都是分裂自印度共产党（马克思主义））。该党的总书记是Kuldip Singh。